# Nemesis (Francesco Falconi)
Nemesis è una serie di romanzi fantasy dello scrittore italiano Francesco Falconi.
La serie è composta da due volumi, L'ordine dell'apocalisse, pubblicato nel 2010, e La chiave di Salomone, uscito nel 2011. I romanzi sono ambientati nelle Highlands scozzesi, a Inverness e si incentrano sui due protagonisti Ellen Lynch (un demone) e Kevin Shaw (un angelo).

## Trama
Il romanzo è ambientato a Inverness, nelle Highlands della Scozia, tra gelo, vento e neve. La protagonista è la giovane ragazza scozzese Ellen Lynch, che da piccola ha perso il fratello maggiore Damien. Poco dopo aver compiuto quindici anni, Ellen si innamora, a poco a poco ricambiata, di un ragazzo che è appena arrivato nella sua scuola, Kevin Shaw. Ma dopo il suo compleanno sarà coinvolta in una serie di eventi che le sconvolgeranno la vita. La ragazza scoprirà infatti di essere, così come tutta la sua famiglia, un Demone Emerso, mentre Kevin appartiene alla dinastia degli Angeli Ombra.
Demoni e Angeli sono rivali da sempre: sono loro a stabilire il Patto dell'Equilibrio che viene rinnovato ogni otto anni, il 30 febbraio, durante il Tetrastile. La tormentata storia d'amore tra Ellen e Kevin si dipanerà per tutto il libro, mentre assistiamo anche alle macchinazioni di un misterioso culto che vuole far rivivere l'Angelo Nemesis che, una volta risvegliatosi, porterà il caos sulla terra e farà rinascere l'Apocalisse.

## Romanzi
1. L'ordine dell'apocalisse, Castelvecchi Editore, Ottobre 2010
2. La chiave di Salomone, Castelvecchi Editore, Novembre 2011